# Wróbel (powieść)
Wróbel (tyt. oryg. The Sparrow) – debiutancka powieść fantastycznonaukowa, z elementami antropologii i filozofii religii, amerykańskiej pisarki Mary Dorii Russell. Wydana w 1996 przed wydawnictwo Villard Books, polskie tłumaczenie ukazało się nakładem wydawnictwa Zysk i S-ka w tłumaczeniu Andrzeja Polkowskiego w 1999 w serii Kameleon. 
Powieść została uhonorowana nagrodami: nagrodą Jamesa Tiptree Jr. w 1996, nagrodą BSFA dla najlepszej powieści w 1997, nagrodą im. Arthura C. Clarke’a w 1998 i nagrodą im. Kurda Lasswitza w 2001. Autorka została ponadto uhonorowana nagrodą im. Johna W. Campbella dla nowego pisarza w 1998.
W 1998 ukazała się kontynuacja powieści, Dzieci Boga (Children of God, wyd. pol. Zysk i S-ka 2000). 

## Fabuła
Naukowcy w ramach programu SETI odbierają sygnał od innej cywilizacji. Jako pierwsi ekspedycję na odległą planetę Rakhat wysyłają jezuici. Na miejscu Ziemianie odkrywają dwa cywilizowane gatunki – łagodnych wegetarian i groźnych drapieżników. Ekspedycja początkowo odnosi sukcesy, ale ostatecznie prawie w całości zostaje zgładzona. Równolegle prowadzony jest kilkadziesiąt lat późniejszy wątek jedynego ocalałego członka ekspedycji, jezuity i lingwisty, Emilio Sandoza, który wraca na Ziemię głęboko okaleczony, fizycznie i duchowo.

## Ekranizacje
W marcu 2006 roku ogłoszono, że Warner Bros. nabyła prawa do ekranizacji powieści Wróbel dla firmy produkcyjnej Brada Pitta, Plan B, i że sam Pitt będzie grał główną rolę. Później Mary Russell unieważniła wszystkie prawa do filmu z powodu różnic w interpretacji. Pisarka wraz z asystentką Karen Hall napisała swój własny scenariusz, ale są niewielkie szanse na wyprodukowanie go.
W 2014 r. stacja AMC ogłosiła, że opracowuje telewizyjną adaptację książki. 